# Технички универзитет Јилдиз
Технички универзитет Јилдиз (тур. Yıldız Teknik Üniversitesi, скраћено "YTÜ") турски је јавни истраживачки универзитет са седиштем у Истанбулу. Један је од најпрестижнијих универзитета у граду и држави. Институција је основана 1911. године и посебно је посвећена инжењерским наукама. Институција свој данашњи назив носи од 1992. године. Реч "yıldız" у називу институције је турска реч за звезду.